# Сан Кирико Нуово (Потенца)
Сан Кирико Нуово (итал. San Chirico Nuovo) је насеље у Италији у округу Потенца, региону Базиликата.
Према процени из 2011. у насељу је живело 1463 становника. Насеље се налази на надморској висини од 721 м.

## Становништво
Према резултатима пописа становништва 2011. у општини је живело 1.475 становника.
| 1931. | 1936. | 1951. | 1961. | 1971. | 1981. | 1991. | 2001. | 2011. |
| ----- | ----- | ----- | ----- | ----- | ----- | ----- | ----- | ----- |
| 2.100 | 2.149 | 2.186 | 2.180 | 2.075 | 1.907 | 1.801 | 1.632 | 1.475 |